# Лоегайре Лорк
Лоегайре Лорк — (ірл. — Lóegaire Lorc) — верховний король Ірландії. Час правління: 411—409 до н. е. (згідно з «Історією Ірландії» Джеффрі Кітінга) [2] або 594—592 до н. е. (відповідно до «Хроніки Чотирьох Майстрів») [3]. Син Угайне Великого (ірл. — Úgaine Mor) — верховного короля Ірландії. Прийшов до влади після смерті свого батька, якого вбив Бодхад (ірл. — Bodbchad). Згідно повідомлень Джеффрі Кітінга, Бодхад захопив владу всього на одну добу, а потім був вбитий Лоегайре Лорком. Правив Ірландією протягом двох років. На трон претендував його брат — Кобхах Коел Брег, який влаштував замах і вбив Лоегайре Лорка. Кобхах Коел Брег за порадою свого друїда повідомив братові, що він тяжко захворів. А коли Лоегайре Лорк приїхав до брата, той вдав з себе мертвого. І коли Лоегайре Лорк схилився над тілом брата той вдарив його кинджалом і вбив. Потім Кобхах Коел Брег найняв вбивцю, щоб той вбив сина Лоегайре Лорка — Айліля Айні. Потім Кобхах Коел Брег знайшов внука Лоегайре Лорка — Лабрайда. Примусив його з'їсти шматки серця діда, батька і живу мишу і відправив його у вигнання за море. «Книга захоплень Ірландії» синхронізує його правління з часом правління Птолемея II Філадельфа в Єгипті (281—246 до н. е.), що сумнівно [1].